# Västvinddriften
Västvinddriften eller Antarktiska cirkumpolarströmmen är en kraftig havsström som drar österut runt hela Antarktis på ca 45-55 grader sydlig bredd. Vädret på dessa breddgrader hör till världshavens hårdaste, både på grund av strömmarna och de rasande vindarna och ovädren, som inte hindras av några landområden eller större öar. 
Strömmen bildar en ungefärlig gräns mellan de tre stora oceanerna och Södra Ishavet. Oceanografer brukar mer precist sätta den gränsen vid den s.k. antarktiska konvergensen (den södra polarfronten), den rörliga zonen där kallt, näringsrikt antarktiskt vatten möter det varmare vattnet från oceanerna och börjar sjunka ner mot djuphavet. Denna konvergenszon ligger mitt i västvinddriften på ca 55 grader sydlig bredd och den är också, grovt räknat, gräns för det område där antarktiska isberg brukar uppträda.
Närmare den antarktiska kontinenten finns även en östgående havsström, Östvinddriften. Kontinentens utformning gör emellertid att denna havsström inte är fullständigt cirkumpolär.